# Opper-Hessisch voetbalkampioenschap 1910/11
In 1910/11 werd het derde Opper-Hessisch voetbalkampioenschap gespeeld, dat georganiseerd werd door de West-Duitse voetbalbond. 
FC Jahn Siegen werd kampioen en plaatste zich voor de West-Duitse eindronde. De club verloor in de eerste ronde van 1. FC Borussia Fulda. Na dit seizoen werd de competitie opgeheven en werden de clubs overgeheveld naar de Hessische competitie. 
Gießener FC 1900 nam de naam Gießener SV 1900 aan. 

## A-Klasse
| Plaats | Club             | Wed. | W | G | V | Saldo | Ptn. |
| ------ | ---------------- | ---- | - | - | - | ----- | ---- |
| 1.     | FC Jahn Siegen   | 10   |   |   |   | 52:10 | 18:2 |
| 2.     | Gießener SV 1900 | 10   |   |   |   | 36:14 | 13:7 |
| 3.     | VfB 1905 Marburg | 10   |   |   |   | 38:29 | 13:7 |
| 4.     | VfB 08 Gießen    | 10   |   |   |   | 25:29 | 8:12 |
| 5.     | FC Wetzlar 1905  | 10   |   |   |   | 8:36  | 8:12 |
| 6.     | BC Gießen 1904   | 10   |   |   |   | 7:48  | 0:20 |

|  | Kampioen   |
|  | Degradatie |